# Hilding Andersson (skolman)
Anders Hilding Andersson, född 22 mars 1853 i Växjö, död 13 februari 1918 i Lund, var en svensk skolman, översättare och författare.

## Biografi
Hilding Andersson var son till biskopen Johan Andersson och Elisabeth Lindfors. Han blev filosofie kandidat 1875, docent i grekiska vid Lunds universitet 1879, lektor 1883 och rektor 1892 vid högre elementarläroverket i Växjö samt slutligen rektor vid Katedralskolan, högre allmänna läroverket i Lund 1906. Som lärare misstrodde han metodiken och lade huvudvikten vid lärarens personliga intresse för sin uppgift.
Andersson översatte verk på latin, grekiska och sanskrit och han omdiktade den gamla folkdikten om Mickel Räv. Han utgav dessutom en studie över det grekiska dramat och den pedagogiska dikten Kuno Amérs skolår (1918). Postumt utkom en samling Goethestudier, Goethes Faust (1924).

### Utgivare
- Latinsk antologi för gymnasierna  / utgiven av Hilding Andersson. Stockholm: Norstedt. 1909. Libris 1611415 - Ny upplaga 1915.

### Översättningar
- Ratnavali eller Pärlbandet : indiskt skådespel / från sanskrit öfversatt. Lund: Aug. Collin. 1892. Libris 1625647
- Terentius (1896). Terentius' komedi Phormio. Vexiö: Nya Vexiö-bladets tr. Libris 13990027
- Śūdraka (1899). Den lilla lervagnen : ett indiskt skådespel. Lund: Gleerup. Libris 848316 - Originaltitel: Mṛcchakaṭikam.
- Mickel Räf / den gamla folkdikten ånyo satt i svenska rim af Farbror Hilding ; bilderna äro reproducerade efter Wilhelm von Kaulbachs teckningar. Lund: Gleerup. 1900. Libris 1441586
- Plautus, Titus Maccius (1901). Penninggrytan : en latinsk komedi. Lund: Gleerup. Libris 1728035 - Bearbetning av Plautus Aularia.
- Somadeva (1902). Likspökets tjugufem berättelser : indiska sagor. Göteborgs vetenskaps- och vitterhetssamhälles handlingar ; Följd 4: Häfte 4. Göteborg. Libris 2556655
- Kālidāsa (1906). Urvasî och hennes hjälte : ett skådespel. Lund: Gleerup. Libris 1614702 -  Översättning från sanskrit.
- Petronius Arbiter (1952). Trimalchios middag / teckningar av Yngve Svalander. Stockholm: Norstedt. Libris 1445625 - Originaltitel: Cena Trimalchionis.

## Priser och utmärkelser
- 1900 – Letterstedtska priset för översättningen från sanskrit av skådespelet Den lilla lervagnen